# Керолајн Рејнолдс
Керолајн Рејнолдс (енгл. Caroline Reynolds) је измишљени лик из америчке ТВ серије Бекство из затвора. Њен лик тумачи Патриша Ветиг. У серији, Керолајн се први пут појављује у другој епизоди.
Керолајн је бивши сенатор из Илиноиса и потпредседник САД. Њен брат, Теренс Стедман, је човек за чије убиство је осуђен Линколн Бероуз. Керолајн постаје једна од најважнијих антагониста у првој сезони серије. У првој сезони, Керолајн је повезана са тајном организацијом која се зове „Компанија”. Заједно са њима, Керолајн прати исти циљ: Компанија је смислила заверу и искористила њену моћ потпредседника, да осуди Линколна Бероуза за убиство Теренса Стедмана. Компанија је применила изненађујуће опуштен прилаз у бављењу завером око Стедманове смрти и више су волели да се што је мање могуће мешају и да дозволе Рејнолдс и њеним агентима да се побрину за то.
Керолајн је наредила председниково убиство (прикривајући га као инфаркт), а онда полагала заклетву као 46. председник САД.